# Порекло воде на Земљи
Маса океана на Земљи, што одговара маси све воде на планети, је само мали део (~0.02%) укупне масе планете. Ипак, постојање океана је довољно да да најупечатљивији опис планети Земљи и на тај начин је одваја од осталих планета Сунчевог система. Ипак, питање порекла воде на Земљи, односно зашто на Земљи постоји много више воде него на другим планетама, није разјашњено.
Постојање довољне количине воде у течном стању је кључно за настанак и еволуцију живота. Основна питања око порекла воде су: 'Када су океани формирани?' и 'Одакле се појавила толика количина воде?'.

## Време формирања
Постоје геолошки докази који нам говоре о старости океана на планети. Isua supracrusal стене нађене на западном делу Гренланда (Рубидијум-Стронцијум датирање на 3,8 милијарди година) поседују метаседименте и метавулканске сегменте. Постојање ових седимената указује да је постојала значајна количина воде (тј. океан) на Земљи у време формирања ових стена.

## Однос деутеријума и водоника у води
Основна мерна величина којом се покушава открити више о пореклу води на Земљи јесте D/H однос, тј. колико има деутеријума у води. Познавање колико у води има HDO молекула у односу  молекула је круцијални тест за већину теорија о могућим изворима океана на Земљи, јер се мора слагати са тренутном D/H у океанима данас.
Прва Земљина атмосфера је била густа (значајно гушћа од садашње) и изузетно богата водоником и делимично водом. Током времена атмосферски водоник реагује са оксидима као што су FeO којег је био доста у океану магме на Земљи и то је један од начина добијања веће количине воде. Али вероватно на тај начин није могла да настане потребна количина воде. У почетном стадијуму D/H однос је могао да се мења, односно да се вода обогаћује деутеријумом преко реакције:
{\displaystyle \mathrm {HD+H_{2}O\rightarrow HDO+H_{2}} }
Док је атмосфера имала довољно високу температуру да сва вода буде у стању паре, ова једначина описује како је стваран D/H однос. Када је атмосфера охладила, водена пара се кондензовала и формирала океан. После тога ова једначина губи на значају, јер је готово сав водоник из атмосфере потрошен (тренутно водоника у атмосфери има јако мало). Често се каже да ова почетна количина воде има порекло из Сунчеве маглине, јер је D/H однос те воде и гаса из којег је настала атмосфера, наравно иста. Атмосфера је настала из гасова планетезимала који су акрецијом створили протопланету. Такође знамо да D/H Сунчеве маглине не одговара тренутној D/H вредности, а и јасно је да није могло настати оволико воде колико се сад налази у океанима на горе описан начин. Тако да је потребно наћи друге изворе.

## Могући извори
Могући доносиоци воде су ледени планетезимали, тј. комете (прва идеја) и стеновити планетезимали из астероидног појаса који такође садрже и воду (рецимо угљенични хондрити).
Познато је да је Земљина атмосфера константно стално добијала нов материјал преко удара веома великих планетезимала о планету, оних на самом репу расподеле по величини. Први наговештаји о кометском доприносу океанима добијен је преко поређења односа концентрације племенитих гасова аргона, криптона, ксенона у атмосфери Земље, Марса и Венере са онима у метеоритском материјалу и у кометском леду добијеном у лабораторији.
У лабораторијским истраживањима нађено је да се односи Ar/Kr/Xe у кометском леду и земаљском леду разликују, што заједно са Ar/Kr/Xe односима у атмосферама унутрашњих планета указује да је део ових гасова унесен на Земљу и Марс кометама које су се формирале на ~50K, док је остатак дошао избијањем гасова из унутрашњости. Концентрација Ar/Kr/Xe у кометском леду зависи од температуре формирања леда. Количина CO заробљеног у леду опада експоненцијално са температуром формирања. Ne остаје заробљен у леду само испод 24K, а H2 испод 20K. Овим истраживањима је указано да је део воде на Земљу дошао преко комета, али основно питање да ли су комете основни извор.
D/H вредности у различитим могућим изворима океана на Земљи варирају. Просечна D/H вредност у угљеничним хондритима је веома слична оној у данашњој морској води (а тиме и вредност у стеновитим планетезималима). Ови односи код четири комете код којих имамо ове податке и код водоника у соларној маглини су веће за фактор 2, односно мање за фактор 7 од вредности у тадашњим океанима. На основу ових резултата, морска вода се вероватно састоји и делом од воде из стеновитих планетезимала. Или једна могућност је одговарајућа машавина воде из комета, из соларне маглине и из стеновитих планетезимала. Ипак, утисак је да комете које би требало да буду најважнији извор океана (јер садрже велику количину леда и могу бити обилан извор воде ударима о Земљу), ипак имају веће D/H односе од претпостављених.